# Сергач
Сергач (рус. Сергач) град је у Русији у Нижњеновгородској области.

## Становништво
| 1939. | 1959. | 1970.  | 1979.  | 1989.  | 2002.  | 2010.  |
| ----- | ----- | ------ | ------ | ------ | ------ | ------ |
| 5.300 | 8.208 | 22.509 | 24.387 | 25.231 | 22.887 | 21.386 |